# 田中聡 (サッカー選手)
田中 聡（たなか さとし、2002年8月13日 - ）は、長野県長野市出身のプロサッカー選手。Jリーグ・サンフレッチェ広島所属。ポジションはミッドフィールダー（MF）。日本代表。

## 来歴

### 湘南ベルマーレ
AC長野パルセイロU-15を経て、湘南ベルマーレU-18へ加入。2019年2月、U-17日本代表に初招集された。同年4月、トップチームに2種登録。同年10月、2019 FIFA U-17ワールドカップに出場するメンバーに選出された。
2020年5月、2021シーズンよりトップチームに昇格することが発表された。7月8日、第3節・横浜F・マリノス戦にて途中出場からJリーグデビューを果たした。
2021年よりユースからトップ昇格をした。4月10日、第8節のサンフレッチェ広島戦でプロ入り初ゴールを決めた。

### KVコルトレイク
2022年8月22日、ベルギー1部のKVコルトレイクに期限付き移籍で加入した。8月28日、第6節のスタンダール・リエージュ戦で移籍後初出場を果たした。

### 湘南ベルマーレ復帰
2023年6月4日、湘南ベルマーレへの復帰が発表された。

### サンフレッチェ広島
2024年12月30日、サンフレッチェ広島への移籍が発表された。

### 代表
2025年7月7日、不参加となった川﨑颯太に代わり、EAFF E-1サッカー選手権2025に出場する日本代表メンバーに追加召集された。

## 所属クラブ
- NAGANO S.C[14]
- 長野FCガーフJrVitoar
- 2015年 - 2017年 AC長野パルセイロU-15
- 2018年 - 2020年 湘南ベルマーレU-18（相洋高等学校）
  - 2019年4月 - 2020年  湘南ベルマーレ（2種登録選手）
- 2021年 - 2024年  湘南ベルマーレ
  - 2022年8月 - 2023年6月  KVコルトレイク（期限付き移籍）
- 2025年 -  サンフレッチェ広島

## 個人成績
| 国内大会個人成績 | 国内大会個人成績 | 国内大会個人成績 | 国内大会個人成績 | 国内大会個人成績 | 国内大会個人成績 | 国内大会個人成績 | 国内大会個人成績 | 国内大会個人成績 | 国内大会個人成績 | 国内大会個人成績 | 国内大会個人成績 |
| 年度             | クラブ           | 背番号           | リーグ           | リーグ戦         | リーグ戦         | リーグ杯         | リーグ杯         | オープン杯       | オープン杯       | 期間通算         | 期間通算         |
| 年度             | クラブ           | 背番号           | リーグ           | 出場             | 得点             | 出場             | 得点             | 出場             | 得点             | 出場             | 得点             |
| 日本             | 日本             | 日本             | 日本             | リーグ戦         | リーグ戦         | リーグ杯         | リーグ杯         | 天皇杯           | 天皇杯           | 期間通算         | 期間通算         |
| ---------------- | ---------------- | ---------------- | ---------------- | ---------------- | ---------------- | ---------------- | ---------------- | ---------------- | ---------------- | ---------------- | ---------------- |
| 2020             | 湘南             | 32               | J1               | 17               | 0                | 2                | 0                | -                | -                | 19               | 0                |
| 2021             | 湘南             | 32               | J1               | 36               | 2                | 6                | 0                | 2                | 0                | 44               | 2                |
| 2022             | 湘南             | 7                | J1               | 17               | 0                | 6                | 0                | 1                | 0                | 24               | 0                |
| ベルギー         | ベルギー         | ベルギー         | ベルギー         | リーグ戦         | リーグ戦         | リーグ杯         | リーグ杯         | ベルギー杯       | ベルギー杯       | 期間通算         | 期間通算         |
| 2022-23          | コルトレイク     | 32               | ジュピラー       | 15               | 0                | -                | -                | 1                | 0                | 16               | 0                |
| 日本             | 日本             | 日本             | 日本             | リーグ戦         | リーグ戦         | リーグ杯         | リーグ杯         | 天皇杯           | 天皇杯           | 期間通算         | 期間通算         |
| 2023             | 湘南             | 5                | J1               | 11               | 0                | 0                | 0                | 2                | 0                | 13               | 0                |
| 2024             | 湘南             | 5                | J1               | 32               | 4                | 0                | 0                | 3                | 0                | 35               | 4                |
| 2025             | 広島             | 14               | J1               |                  |                  |                  |                  |                  |                  |                  |                  |
| 通算             | 日本             | 日本             | J1               | 113              | 6                | 14               | 0                | 8                | 0                | 135              | 6                |
| 通算             | ベルギー         | ベルギー         | ジュピラー       | 15               | 0                | -                | -                | 1                | 0                | 16               | 0                |
| 総通算           | 総通算           | 総通算           | 総通算           | 128              | 6                | 14               | 0                | 9                | 0                | 151              | 6                |

- 2019年 - 2020年は2種登録選手（2019年は公式戦出場無し）

### 出場歴
- Jリーグ初出場 - 2020年7月8日 J1第3節・横浜F・マリノス戦（ニッパツ三ツ沢球技場）
- Jリーグ初得点 - 2021年4月10日 J1第9節・サンフレッチェ広島戦（エディオンスタジアム広島）

## タイトル

### 代表
U-21日本代表
- ドバイカップU-23（2022年）

U-23日本代表
- AFC U23アジアカップ（2024年）

日本代表
- EAFF E-1サッカー選手権（2025年）

## 代表歴
- U-17日本代表
  - 2019年 FIFA U-17ワールドカップ
- U-19日本代表
  - 2020年 千葉キャンプ
- U-20日本代表
  - 2021年 千葉キャンプ
- U-21日本代表
  - 2022年 千葉キャンプ
  - 2022年 ドバイカップU-23
- U-22日本代表
  - 2021年 千葉、福島キャンプ
  - 2021年 AFC U-23選手権2022・予選
- U-23日本代表
  - 2024年 AFC U23アジアカップ2024
- 日本代表
  - 2025年 EAFF E-1サッカー選手権2025

### 試合数
- 国際Aマッチ 1試合 0得点（2025年 - ）

| 日本代表 | 国際Aマッチ | 国際Aマッチ |
| 年       | 出場        | 得点        |
| -------- | ----------- | ----------- |
| 2025     | 1           | 0           |
| 通算     | 1           | 0           |

### 出場
| No. | 開催日        | 開催都市 | スタジアム         | 対戦国 | 結果 | 監督   | 大会                       |
| --- | ------------- | -------- | ------------------ | ------ | ---- | ------ | -------------------------- |
| 1.  | 2025年7月12日 | 龍仁     | 龍仁ミルスタジアム | 中国   | ○2-0 | 森保一 | EAFF E-1サッカー選手権2025 |